# Крикун, Николай Павлович
Николай Павлович Крикун (10.10.1919 — 23.10.2000) — агроном-садовод колхоза имени Дзержинского Компанеевского района Кировоградской области Украинской ССР, Герой Социалистического Труда (08.04.1971).

## Биография
Родился 10 октября 1919 года в селе Компанеевка (ныне посёлок городского типа в Кировоградской области, Украина). Работал учителем биологии в сельской школе. Участник Великой Отечественной войны, был тяжело ранен и контужен, демобилизован как инвалид II группы и вернулся в Компанеевку. Окончил Краснопахарский техникум плодоовощеводства и в 1954 году Одесский сельскохозяйственный институт.
В 1963—1975 годах агроном-садовод колхоза имени Дзержинского Компанеевского района. Получал урожаи косточковых до 163 центнеров с гектара. С 1975 года бригадир садоводческой бригады учхоза «Коммунар» Крымского сельскохозяйственного института (центральная усадьба - пгт. Молодёжное Симферопольского района). Указом Президиума Верховного Совета СССР от 8 апреля 1971 года за выдающиеся успехи, достигнутые в развитии сельскохозяйственного производства и выполнении пятилетнего плана продажи государству продуктов земледелия и животноводства, присвоено звание Героя Социалистического Труда с вручением ордена Ленина и золотой медали «Серп и Молот». После выхода на пенсию жил в Молодёжном, в последние годы жизни — в Москве. Умер 23 октября 2000 года. Похоронен на Перепечинском кладбище.
Награждён орденами Отечественной войны 1-й степени (11.03.1985), «Знак Почёта» (30.04.1966), медалями СССР и ВДНХ.